# Philoponella bella
Espèce
Philoponella bella est une espèce d'araignées aranéomorphes de la famille des Uloboridae.

## Distribution
Cette espèce est endémique du département de Magdalena en Colombie,. Elle se rencontre entre 2 700 et 3 000 m d'altitude dans la Sierra Nevada de Santa Marta.

## Description
Les femelles mesurent de 3,5 à 3,6 mm.

## Publication originale
- Opell, 1979 : Revision of the genera and tropical American species of the spider family Uloboridae. Bulletin of the Museum of Comparative Zoology, vol. 148, p. 443-549 (texte intégral).